# أرجمون أونبياني
أرجمون أونبياني أو خشخاش شائك أونبياني (الاسم العلمي:Argemone ownbeyana) هو نوع من النباتات يتبع جنس الأرجمون من الفصيلة الخشخاشية.